# Harry Dean Stanton
Harry Dean Stanton (Irvine, 14 luglio 1926 – Los Angeles, 15 settembre 2017) è stato un attore statunitense, celebre per i suoi ruoli da caratterista.

## Biografia
Terminato il liceo, Stanton si laureò all'Università del Kentucky, a Lexington, in giornalismo e arti radiofoniche. Si dedicò poi al cinema, apparendo sia in film indipendenti e cult come Strada a doppia corsia (1971), Cockfighter (1974), 1997: Fuga da New York (1981) e Repo Man - Il recuperatore (1984) che in produzioni hollywoodiane come Nick mano fredda (1967), Il padrino - Parte II (1974), Alien (1979), Soldato Giulia agli ordini (1980), Alba rossa (1984), Bella in rosa (1986) e Il miglio verde (1999). Il suo ruolo da protagonista più noto è quello in Paris, Texas (1984) di Wim Wenders, che inizialmente doveva essere assegnato a Sam Shepard.
Fu uno degli attori-feticcio di Sam Peckinpah, John Milius, David Lynch e Monte Hellman, oltre che un amico stretto di Francis Ford Coppola. Stanton era molto apprezzato dal critico cinematografico Roger Ebert, che di lui disse: «nessun film con Harry Dean Stanton o M. Emmet Walsh sarà mai un fiasco», pur ammettendo poco più in là che Un piccolo sogno (1989) con Stanton è l'«eccezione che conferma la regola».
Lavorò molto per il piccolo schermo, anche negli ultimi anni: dal 2006 al 2010 partecipò alla serie televisiva Big Love, con Bill Paxton, e proprio nel 2010 comparve nel primo episodio della quarta stagione di Chuck. 
Morì a 91 anni il 15 settembre 2017, per cause naturali.

## Filmografia parziale

### Cinema
- Rivolta a Fort Laramie (Revolt at Fort Laramie), regia di Lesley Selander (1956)
- Il ladro (The Wrong Man), regia di Alfred Hitchcock (1956)
- La pista dei Tomahawks (Tomahawk Trail), regia di Lesley Selander (1957)
- L'orgoglioso ribelle (The Proud Rebel), regia di Michael Curtiz (1958)
- Gli evasi del terrore (Voice in the Mirror), regia di Harry Keller (1958)
- 38º parallelo: missione compiuta (Pork Chop Hill), regia di Lewis Milestone (1959)
- I ribelli del Kansas (The Jayhawkers!), regia di Melvin Frank (1959)
- A Dog's Best Friend, regia di Edward L. Cahn (1959)
- Le avventure di Huck Finn (The Adventures of Huckleberry Finn), regia di Michael Curtiz (1960)
- L'isola della violenza (Hero's Island), regia di Leslie Stevens (1962)
- Il piede più lungo (The Man from the Diners' Club), regia di Frank Tashlin (1963)
- Le colline blu (Ride in the Whirlwind), regia di Monte Hellman (1966)
- La calda notte dell'ispettore Tibbs (In the Heat of the Night), regia di Norman Jewison (1967)
- Assalto finale (A Time for Killing), regia di Phil Karlson (1967)
- The Hostage, regia di Russell S. Doughten Jr. (1967)
- Nick mano fredda (Cool Hand Luke), regia di Stuart Rosenberg (1967)
- L'ultimo colpo in canna (Day of the Evil Gun), regia di Jerry Thorpe (1968)
- Senza sosta (The Mini-Skirt Mob), regia di Maury Dexter (1968)
- Lanton Mills, regia di Terrence Malick – cortometraggio (1969)
- The Rebel Rousers, regia di Martin B. Cohen (1970)
- I guerrieri (Kelly's Heroes), regia di Brian G. Hutton (1970)
- Strada a doppia corsia (Two-Lane Blacktop), regia di Monte Hellman (1971)
- Per 100 chili di droga (Cisco Pike), regia di Bill L. Norton (1972)
- Apache (Cry for Me, Billy), regia di William A. Graham (1972)
- Pat Garrett e Billy Kid (Pat Garrett & Billy the Kid), regia di Sam Peckinpah (1973)
- Dillinger, regia di John Milius (1973)
- Where The Lilies Bloom, regia di William A. Graham (1974)
- Una donna chiamata moglie (Zandy's Bride), regia di Jan Troell (1974)
- Cockfighter, regia di Monte Hellman (1974)
- Win, Place or Steal, regia di Richard Bailey (1974)
- Il padrino - Parte II (The Godfather: Part II), regia di Francis Ford Coppola (1974)
- Rafferty and the Gold Dust Twins, regia di Dick Richards (1975)
- Scandalo al ranch (Rancho Deluxe), regia di Frank Perry (1975)
- Due uomini e una dote (The Fortune), regia di Mike Nichols (1975)
- Marlowe, il poliziotto privato (Farewell, My Lovely), regia di Dick Richards (1975)
- 92 gradi all'ombra (92 in the Shade), regia di Thomas McGuane (1975)
- Missouri (The Missouri Breaks), regia di Arthur Penn (1976)
- Renaldo e Clara (Renaldo and Clara), regia di Bob Dylan (1978)
- Vigilato speciale (Straight Time), regia di Ulu Grosbard (1978)
- La saggezza nel sangue (Wise Blood), regia di John Huston (1979)
- Alien, regia di Ridley Scott (1979)
- The Rose, regia di Mark Rydell (1979)
- La morte in diretta (La mort en direct), regia di Bertrand Tavernier (1980)
- The Black Marble, regia di Harold Becker (1980)
- Soldato Giulia agli ordini (Private Benjamin), regia di Howard Zieff (1980)
- 1997: Fuga da New York (Escape from New York), regia di John Carpenter (1981)
- Un sogno lungo un giorno (One from the Heart), regia di Francis Ford Coppola (1981)
- L'ospedale più pazzo del mondo (Young Doctors in Love), regia di Garry Marshall (1982)
- Christine - La macchina infernale (Christine), regia di John Carpenter (1983)
- Repo Man - Il recuperatore (Repo Man), regia di Alex Cox (1984)
- Paris, Texas, regia di Wim Wenders (1984)
- The Bear, regia di Richard C. Sarafian (1984)
- Alba rossa (Red Dawn), regia di John Milius (1984)
- Gli orsetti del cuore - Il film (The Care Bears Movie), regia di Arna Selznick (1985) - voce
- UFOria, regia di John Binder (1985)
- Un magico Natale (One Magic Christmas), regia di Phillip Borsos (1985)
- Follia d'amore (Fool for Love), regia di Robert Altman (1985)
- Bella in rosa (Pretty in Pink), regia di Howard Deutch (1986)
- Slamdance - Il delitto di mezzanotte (Slam Dance), regia di Wayne Wang (1987)
- Un gentleman a New York (Stars and Bars), regia di Pat O'Connor (1988)
- Mr. North, regia di Danny Huston (1988)
- L'ultima tentazione di Cristo (Last Temptation of Christ), regia di Martin Scorsese (1988)
- Un piccolo sogno (Dream a Little Dream), regia di Marc Rocco (1989)
- Twister, regia di Michael Almereyda (1989)
- La quarta guerra (The Fourth War), regia di John Frankenheimer (1990)
- Cuore selvaggio (Wild at Heart), regia di David Lynch (1990)
- Stranger in the House, regia di Terence Stamp (1990)
- Fuoco cammina con me (Twin Peaks: Fire Walk with Me), regia di David Lynch (1992)
- La gatta e la volpe (Man Trouble), regia di Bob Rafelson (1992)
- Cruise Control, cortometraggio, regia di Matt Palmieri (1992)
- Gentleman Who Fell, cortometraggio, regia di Lisa Bonet (1993)
- Blue Tiger, regia di Norberto Barba (1994)
- Cento e una notte (Les cent et une nuits de Simon Cinéma), regia di Agnès Varda (1995)
- Mai con uno sconosciuto (Never Talk to Strangers), regia di Peter Hall (1995)
- Nothing to Believe In, cortometraggio, regia di Samuel Bayer (1996)
- Playback (Playback), regia di Oley Sassone (1996)
- Giù le mani dal mio periscopio (Down Periscope), regia di David S. Ward (1996)
- Midnight Blue, regia di Skott Snider (1997)
- She's So Lovely - Così carina (She's So Lovely), regia di Nick Cassavetes (1997)
- Fire Down Below - L'inferno sepolto (Fire Down Below), regia di Félix Enríquez Alcalá (1997)
- Basta guardare il cielo (The Mighty), regia di Peter Chelsom (1998)
- Paura e delirio a Las Vegas (Fear and Loathing in Las Vegas), regia di Terry Gilliam (1998)
- A Civil Action, non accreditato, regia di Steven Zaillian (1998)
- Los Angeles - Cannes solo andata (Ballad of the Nightingale), regia di Guy Greville-Morris (1999)
- Una storia vera (The Straight Story), regia di David Lynch (1999)
- Il miglio verde (The Green Mile), regia di Frank Darabont (1999)
- The Man Who Cried - L'uomo che pianse (The Man Who Cried), regia di Sally Potter (2000)
- Sand, regia di Matt Palmieri (2000)
- La promessa (The Pledge), regia di Sean Penn (2001)
- Animal, regia di Luke Greenfield (2001)
- Sonny, regia di Nicolas Cage (2002)
- Ginostra, regia di Manuel Pradal (2002)
- Terapia d'urto (Anger Management), regia di Peter Segal (2003)
- Chrystal, regia di Ray McKinnon (2004)
- Brivido biondo (The Big Bounce), regia di George Armitage (2004)
- The Wendell Baker Story, regia di Andrew e Luke Wilson (2005)
- Alpha Dog, regia di Nick Cassavetes (2006)
- Alien Autopsy, regia di Jonny Campbell (2006)
- Tu, io e Dupree (You, Me and Dupree), regia di Anthony e Joe Russo (2006)
- Inland Empire - L'impero della mente (Inland Empire), regia di David Lynch (2006)
- The Good Life, regia di Stephen Berra (2007)
- The Open Road, regia di Michael Meredith (2009)
- Athena, regia di Max Hoffman (2010) – cortometraggio
- On Holiday, regia di Brian McGuire (2010)
- Rango, regia di Gore Verbinski (2011) - voce
- This Must Be the Place, regia di Paolo Sorrentino (2011)
- The Avengers, regia di Joss Whedon (2012)
- 7 psicopatici (Seven Psychopaths), regia di Martin McDonagh (2012)
- The Last Stand - L'ultima sfida (The Last Stand), regia di Kim Ji-Woon (2013)
- 9 Full Moons, regia di Tomer Almagor (2013)
- Carlos Spills the Beans, regia di Brian McGuire (2013)
- Alien: Isolation, regia di Al Hope (2014) - videogioco, voce
- The Pimp and the Rose, regia di Joey Curtis (2014) – cortometraggio
- Hux, regia di Mageina Tovah (2016) – cortometraggio
- Sick of it All, regia di Brian McGuire (2017)
- Lucky, regia di John Carroll Lynch (2017)
- Frank and Ava, regia di Michael Oblowitz (2017)

### Televisione
- Inner Sanctum – serie TV, 1 episodio (1954)
- Suspicion – serie TV, 1 episodio (1957)
- The Walter Winchell File – serie TV, 1 episodio (1957)
- The Court of Last Resort – serie TV, episodio 1x20 (1958)
- Panico (Panic!) – serie TV, episodio 2x06 (1958)
- Decision – serie TV, 1 episodio (1958)
- Le avventure di Rin Tin Tin (The Adventures of Rin Tin Tin) – serie TV, 1 episodio (1958)
- Man with a Camera – serie TV, episodio 1x10 (1958)
- U.S. Marshal – serie TV, 1 episodio (1958)
- The Further Adventures of Ellery Queen – serie TV, episodio 1x06 (1958)
- Disneyland – serie TV, 1 episodio (1959)
- Bat Masterson – serie TV, 1 episodio (1959)
- The D.A.'s Man – serie TV, 1 episodio (1959)
- Adventure Showcase – serie TV, 1 episodio (1959)
- The Texan – serie TV, 2 episodi (1958-1959)
- The Rifleman – serie TV, 1 episodio (1959)
- The Lineup – serie TV, 2 episodi (1959)
- Rescue 8 – serie TV, 2 episodi (1958-1959)
- Lock-Up – serie TV, episodio 1x09 (1959)
- Westinghouse Desilu Playhouse – serie TV, episodi 1x18-2x08 (1959)
- The Man from Blackhawk – serie TV, 1 episodio (1960)
- Johnny Ringo – serie TV, 1 episodio (1960)
- Alfred Hitchcock presenta (Alfred Hitchcock Presents) – serie TV, episodio 5x37 (1960)
- Gunslinger – serie TV, episodio 1x04 (1961)
- The Roaring 20's – serie TV, 1 episodio (1961)
- The Law and Mr. Jones – serie TV, 1 episodio (1961)
- I racconti del West (Dick Powell's Zane Grey Theater) – serie TV, 4 episodi (1958-1961)
- Gli intoccabili (The Untouchables) – serie TV, 3 episodi (1960-1961)
- The Lawless Years – serie TV, 4 episodi (1959-1961)
- Lotta senza quartiere (Cain's Hundred) – serie TV, 1 episodio (1962)
- Have Gun - Will Travel – serie TV, 2 episodi (1959-1962)
- Scacco matto (Checkmate) – serie TV, episodio 2x21 (1962)
- Stoney Burke – serie TV, 1 episodio (1962)
- Combat! – serie TV, 1 episodio (1962)
- Laramie – serie TV, 4 episodi (1959-1963)
- Bonanza – serie TV, 2 episodi (1961-1963)
- Empire – serie TV, 1 episodio (1963)
- Postmark: Jim Fletcher – film TV (1963)
- Gli uomini della prateria (Rawhide) – serie TV, 4 episodi (1959-1965)
- Il fuggiasco (The Fugitive) – serie TV, 1 episodio (1965)
- A Man Called Shenandoah – serie TV, episodio 1x05 (1965)
- La grande vallata (The Big Valley) – serie TV, episodio 1x26 (1966)
- Vacation Playhouse – serie TV, 1 episodio (1966)
- I giorni della paura – film TV (1966)
- Selvaggio west (The Wild Wild West) – serie TV, episodio 3x07 (1967)
- Il grande teatro del west (The Guns of Will Sonnett) – serie TV, 1 episodio (1967)
- Cimarron Strip – serie TV, episodio 1x10 (1967)
- The Andy Griffith Show – serie TV, 1 episodio (1967)
- Ai confini dell'Arizona (The High Chaparral) – serie TV, episodio 1x19 (1968)
- Il virginiano (The Virginian) – serie TV, episodio 7x08 (1968)
- Mannix – serie TV, 1 episodio (1968)
- Reporter alla ribalta (The Name of the Game) – serie TV, 1 episodio (1968)
- Gunsmoke – serie TV, 8 episodi (1958-1968)
- Daniel Boone – serie TV, 2 episodi (1964-1969)
- Adam-12 – serie TV, 1 episodio (1969)
- Petticoat Junction – serie TV, 1 episodio (1969)
- The Legendary Curse of the Hope Diamond – film TV (1975)
- Mary Hartman, Mary Hartman – serie TV, 5 episodi (1976-1977)
- La saga del Padrino – miniserie TV (1977)
- Flatbed Annie & Sweetiepie: Lady Truckers – film TV (1979)
- Il giovane Maverick (Young Maverick) – serie TV, 2 episodi (1979-1980)
- The Oldest Living Graduate – film TV (1980)
- Laverne & Shirley – serie TV, 1 episodio (1982)
- I Want to Live – film TV (1983)
- Nel regno delle fiabe (Faerie Tale Theatre) – serie TV, 1 episodio (1987)
- Les Français vus par – miniserie TV, 2 episodi (1988)
- The Jim Henson Hour – serie TV, 1 episodio (1989)
- Beyond the Groove – serie TV, 1 episodio (1990)
- Payoff – film TV (1991)
- Hostages – film TV (1992)
- Hotel Room – miniserie TV, 1 episodio (1993)
- The Prison (Against the Wall), regia di John Frankenheimer – film TV (1994)
- Dead Man's Walk – miniserie TV, 3 episodi (1996)
- Sin City Spectacular – serie TV, 1 episodio (1998)
- Due uomini e mezzo (Two and a Half Men) – serie TV, 1 episodio (2004)
- Alice – miniserie TV, 2 episodi (2009)
- Big Love – serie TV, 39 episodi (2006-2010)
- Chuck – serie TV, 1 episodio (2010)
- Mongo Wrestling Alliance – serie TV, 9 episodi (2011) - voce
- Getting On – serie TV, 3 episodi (2013-2015)
- Twin Peaks – serie TV, 5 episodi (2017)

## Doppiatori italiani
Nelle versioni in italiano delle opere in cui ha recitato, Harry Dean Stanton è stato doppiato da:
- Sandro Sardone in Repo Man - Il recuperatore, Fire Down Below - L'inferno sepolto, Terapia d'urto, Alpha Dog, Inland Empire - L'impero della mente
- Pietro Biondi in Cuore selvaggio, Fuoco cammina con me, La gatta e la volpe, She's So Lovely - Così carina, Twin Peaks
- Gianni Musy in Follia d'amore, Basta guardare il cielo, The Man Who Cried - L'uomo che pianse, La promessa
- Manlio De Angelis ne I guerrieri, Una donna chiamata moglie
- Gianfranco Bellini in Dillinger, Marlowe, il poliziotto privato
- Rodolfo Traversa in Soldato Giulia agli ordini, Christine, la macchina infernale
- Carlo Valli in This Must Be the Place, Lucky
- Giovanni Petrucci in Un magico Natale, Big Love
- Ferruccio Amendola in Rivolta a Fort Laramie
- Bruno Persa in Assalto finale
- Rino Bolognesi in L'ultimo colpo in canna
- Renato Mori in Missouri
- Sergio Fiorentini in Vigilato speciale
- Silvio Spaccesi in Alien
- Sandro Iovino in La morte in diretta
- Mico Cundari in 1997: fuga da New York
- Luciano De Ambrosis in Un sogno lungo un giorno
- Sergio Tedesco in L'ospedale più pazzo del mondo
- Adalberto Maria Merli in Paris, Texas
- Paolo Poiret in Alba rossa
- Romano Ghini in Bella in rosa
- Dante Biagioni in Slamdance - Il delitto di mezzanotte
- Piero Tiberi in L'ultima tentazione di Cristo
- Cesare Barbetti in Un gentleman a New York
- Giorgio Piazza in La quarta guerra
- Saverio Moriones in The Prison
- Pino Colizzi in Mai con uno sconosciuto
- Angelo Nicotra in Giù le mani dal mio periscopio
- Franco Zucca in Dead Man's Walk
- Omero Antonutti in Una storia vera
- Sergio Graziani ne Il miglio verde
- Ambrogio Colombo in Sonny
- Germano Longo in Due uomini e mezzo
- Maurizio Scattorin in Brivido biondo
- Oliviero Corbetta in The Wendell Baker Story
- Vittorio Congia in Alien Autopsy
- Gianni Giuliano in Open Road - La strada per ricominciare
- Domenico Crescentini in The Avengers
- Vittorio Stagni in The Last Stand - L'ultima sfida
- Antonio Palumbo in Cuore selvaggio (ridoppiaggio)

Da doppiatore è sostituito da:
- Bruno Alessandro in Rango